# Светско првенство у атлетици на отвореном 1997.
Шесто Светско првенство у атлетици на отвореном 1997. под покровитељством ИААФ (Међународне асоцијације атлетских федерација) одржано је на Олимпијском стадиону у грчком главном граду Атини, од 1. до 10. августа.
На првенству је учествовало 1882 такмичара из 198 земаља. Такмичење је одржано у 44 атлетске дисциплине 24 мушке и 20 женских, као и на два претходна првенства.
На овом Светском првенству није било светских рекорда, а постигнута су 3 континентална, 10 националних и 17 личних рекорда.
Херој светског првенства био је Украјинац Сергеј Бупка. У децембру 1996. је отишао на операцију Ахилове тетиве. Опоравак је трајао дуго и почео је да тренира тек два месеца пред светско првенство. Стручњаци су му давали мале шансе да освоји титулу. Бупка их је демантовао, јер је прескочио летвицу на 6,01 метар и освојио шесту титулу светског првака.
Најбржи су били амерички спринтери Морис Грин у мушкој и Мерион Џоунс у женској конкуренцији. Грин је у финалу победио олимпијског победника и браниоца титуле Канађанина Донована Бејлија. Мајкл Џонсон је без већих напора поново био најбољи на 400 и у штафети 4 х 400 метара. Ларс Ридл је четврти пут заредом победио у бацању диска.
Трећу титулу у низу освојио је Хаиле Гебрселасије, а серију победа из Гетеборга 1995. наставили су Иван Педросо у даљу,
Џон Година и Астрид Кумбернус у кугли и Вилсон Кипкетер и Ана Фиделија Кирот у трци на 800 метара.
У директном двобоју на 110 метара препоне олимпијски победник Ален Џонсон, био је бржи од светског рекордера Колина Џексона.
Највише успеха у укупном пласману имали су атлетичари САД са освојених 18 медаља (7 златних, 3 сребрне и 8 бронзаних). 2009. године америчка мушка штафета 4 х 400 метара је дисквалификована због допинга члана штафете Џерома Јанга (доживотно дисквалификован) и одузета им је златна медаља тако да је екипа САД коначно освојила 17 медаља (6 златних, 3 сребрне и осам бронзаних).
Поред укупног успеха Американци су били бољи у мушкој (11), а Немице у женској конкуренцији (5).

## Земље учеснице
На Светском првенству на отвореном 1997. учествовало је 1.785 атлетичара из 197 земаља. Број спортиста одређене земље дат је у загради поред њеног имена.
| 1. Азербејџан (2) 2. Албанија (2) 3. Алжир (14) 4. Америчка Девичанска Острва (2) 5. Ангвила (2) 6. Ангола (1) 7. Андора (1) 8. Антигва и Барбуда (2) 9. Аргентина (7) 10. Аруба (2) 11. Аустралија (33) 12. Аустрија (13) 13. Бангладеш (1) 14. Барбадос (4) 15. Бахаме (13) 16. Бахреин (1) 17. Белгија (13) 18. Белизе (1) 19. Белорусија (34) 20. Бенин (2) 21. Бермуда (3) 22. Боливија (2) 23. Босна и Херцеговина (2) 24. Боцвана (6) 25. Бразил (25) 26. Британска Девичанска Острва (1) 27. Брунеј (1) 28. Бугарска (14) 29. Буркина Фаса (1) 30. Бурунди (3) 31. Вануату (1) 32. Венецуела (3) 33. Габон (2) 34. Гамбија (1) 35. Гана (6) 36. Гвајана (2) 37. Гвам (1) 38. Гватемала (8) 39. Гвинеја (1) 40. Гвинеја Бисао (1) 41. Гибралтар (1) 42. Гренада (2) 43. Грузија (4) 44. Грчка (68) 45. Данска (11) 46. ДР Конго (3) 47. Доминика (2) 48. Доминиканска Република (2) 49. Египат (1) 50. Еквадор (2) 51. Еритреја (2) 52. Естонија (5) 53. Етиопија (25) 54. Замбија (1) 55. Зеленортска Острва (1) 56. Зимбабве (7) 57. Израел (6) 58. Индија (2) 59. Индонезија (2) 60. Иран (19) 61. Ирска (2) 62. Исланд (2) 63. Италија (66) 64. Јамајка (35) 65. Јапан (39) 66. Јемен (1) | 1. Јерменија (2) 2. Јордан (1) 3. Југославија (11) 4. Јужна Кореја (9) 5. Јужноафричка Република (25) 6. Казахстан (13) 7. Кајманска Острва (1) 8. Камбоџа (1) 9. Камерун (7) 10. Канада (27) 11. Катар (9) 12. Кенија (22) 13. Кина (26) 14. Кинески Тајпеј (5) 15. Кипар (6) 16. Киргистан (1) 17. Колумбија (8) 18. Комори (2) 19. Конго (2) 20. Костарика (2) 21. Куба (20) 22. Кувајт (1) 23. Кукова Острва (2) 24. Лаос (1) 25. Лесото (2) 26. Летонија (17) 27. Либан (2) 28. Либерија (6) 29. Либија (1) 30. Литванија (7) 31. Мадагаскар (4) 32. Мађарска (27) 33. Македонија (2) 34. Малави (1) 35. Малдиви (2) 36. Малезија (4) 37. Мали (2) 38. Малта (2) 39. Мароко (24) 40. Мауританија (1) 41. Маурицијус (1) 42. Мексико (28) 43. Микронезија (1) 44. Мјанмар (1) 45. Мозамбик (1) 46. Молдавија (3) 47. Монако (1) 48. Монголија (1) 49. Монсерат (1) 50. Намибија (5) 51. Науру (1) 52. Немачка (70) 53. Непал (1) 54. Нигер (1) 55. Нигерија (26) 56. Никарагва (2) 57. Нови Зеланд (18) 58. Норвешка (21) 59. Острво Норфок (1) 60. Обала Слоноваче (4) 61. Оман (1) 62. Пакистан (1) 63. Палау (2) 64. Палестина (2) 65. Панама (2) 66. Папуа Нова Гвинеја (1) | 1. Парагвај (2) 2. Перу (2) 3. Пољска (33) 4. Порторико (2) 5. Португалија (30) 6. Руанда (2) 7. Румунија (17) 8. Русија (86) 9. Салвадор (1) 10. Самоа (2) 11. Сан Марино (2) 12. Сао Томе и Принсипе (2) 13. Саудијска Арабија (1) 14. Свазиленд (2) 15. Света Луција (2) 16. Северна Маријанска Острва (1) 17. Сејшели (1) 18. Сенегал (5) 19. Сент Винсент и Гренадини (2) 20. Сент Китс и Невис (1) 21. Сијера Леоне (2) 22. Сингапур (1) 23. Сирија (2) 24. САД (121) 25. Словачка (9) 26. Словенија (16) 27. Соломонова Острва (1) 28. Сомалија (1) 29. Судан (2) 30. Суринам (1) 31. Тајланд (1) 32. Танзанија (4) 33. Таџикистан (2) 34. Того (2) 35. Тонга (2) 36. Тринидад и Тобаго (2) 37. Тунис (2) 38. Туркменистан (1) 39. Турска (7) 40. Уганда (2) 41. Узбекистан (7) 42. Уједињени Арапски Емирати (1) 43. Уједињено Краљевство (70) 44. Украјина (38) 45. Уругвај (1) 46. Филипини (2) 47. Финска (24) 48. Фиџи (3) 49. Француска (77) 50. Француска Полинезија (1) 51. Хаити (1) 52. Холандија (12) 53. Холандски Антили (1) 54. Хонгконг (2) 55. Хондурас (2) 56. Хрватска (2) 57. Централноафричка Република (1) 58. Чад (2) 59. Чешка (30) 60. Чиле (4) 61. Џибути (3) 62. Швајцарска (9) 63. Шведска (19) 64. Шпанија (48) 65. Шри Ланка (5) |

## Освајачи медаља

### Мушкарци
| Дисциплина              |                                                                               | Резултат          |                                                                                   | Резултат    |                                                                                        | Резултат    |
| 100 м детаљи            | Морис Грин · Сједињене Државе                                                 | 9,86              | Донован Бејли · Канада                                                            | 9,91        | Тим Монтгомери · Сједињене Државе                                                      | 9,94        |
| 200 м детаљи            | Ато Болдон · Тринидад и Тобаго                                                | 20,04             | Френк Фредерикс · Намибија                                                        | 20,23       | Клаудинеј да Силва · Бразил                                                            | 20,26       |
| 400 м детаљи            | Мајкл Џонсон · Сједињене Државе                                               | 44,12             | Дејвис Камога · Уганда                                                            | 44,37 НР    | Тајри Вашингтон · Сједињене Државе                                                     | 44,39 ЛР    |
| 800 м детаљи            | Вилсон Кипкетер · Данска                                                      | 1:43,38           | Норберто Тељез · Куба                                                             | 1:44.00 РС  | Рич Кена · Сједињене Државе                                                            | 1:44,25 ЛР  |
| 1.500 м детаљи          | Хишам ел Геруж · Мароко                                                       | 3:35,83           | Фермин Качо · Шпанија                                                             | 3:36,63     | Рејес Естевез · Шпанија                                                                | 3:37,26     |
| 5.000 м детаљи          | Данијел Комен · Кенија                                                        | 13:07,38          | Халид Булами · Мароко                                                             | 13:09,34    | Том Њарики · Кенија                                                                    | 13:11,09    |
| 10.000 м детаљи         | Хаиле Гебрселасије · Етиопија                                                 | 27:24,58          | Пол Тергат · Кенија                                                               | 27:25,62 РС | Сала Хису · Мароко                                                                     | 27:28,67 ЛР |
| Маратон детаљи          | Абел Антон · Шпанија                                                          | 2:13:16           | Мартин Физ · Шпанија                                                              | 2:13:21     | Стив Монегети · Аустралија                                                             | 2:14:16     |
| 110 м препоне детаљи    | Ален Џонсон · Сједињене Државе                                                | 12,93 СРС         | Колин Џексон · Уједињено Краљевство                                               | 13,05 РС    | Игор Ковач · Словачка                                                                  | 13,18 РС    |
| 400 м препоне детаљи    | Стефан Дијагана · Француска                                                   | 47,70 СРС         | Левелин Херберт · Јужна Африка                                                    | 47,86 НР    | Брајан Бронсон · Сједињене Државе                                                      | 47,88       |
| 3.000 м препреке детаљи | Вилсон Бојт Кипкетер · Кенија                                                 | 8:05,84           | Мозиз Киптануји · Кенија                                                          | 8:06,04     | Бернард Бармасаји · Кенија                                                             | 8:06,04     |
| 20 км ходање детаљи     | Данијел Гарсија · Мексико                                                     | 1:21:43           | Михаил Шчеников · Русија                                                          | 1:21:53     | Михаил Хмељницки · Белорусија                                                          | 1:22:01     |
| 50 км ходање детаљи     | Роберт Кожењовски · Пољска                                                    | 3:44:46           | Хесус Гарсија · Шпанија                                                           | 3:44:59     | Мигел Родригез · Мексико                                                               | 3:48:30     |
| 4 × 100 метара детаљи   | Канада · Роберт Езми, · Гленрој Гилберт, · Брини Сирен · Донован Бејли        | 37,86 СРС         | Нигерија · Осмонд Езинва · Олападе Аденикен · Франсис Обиквелу · Дејвидсон Езинва | 38,07       | Уједињено Краљевство · Дарен Брејтвејт · Дарен Кембел · Даглас Вокер · Џулијан Голдинг | 38,14 РС    |
| 4 × 400 метара детаљи   | Уједињено Краљевство · Ајван Томас · Роџер Блек · Џејми Болч · Марк Ричардсон | 2:56,65 РС        | Јамајка · Мајкл Макдоналд · Грег Хотон · Дени Макфарлан, · Давијан Кларк          | 2:56,75 НР  | Пољска · Томаш Чубак · Пјотр Рисјукјевич · Пјотр Хачек · Роберт Маћковјак              | 3:00,26     |
| Скок увис детаљи        | Хавијер Сотомајор · Куба                                                      | 2.37 СРС          | Артур Партика · Пољска                                                            | 2,35 РС     | Тим Форсајт · Аустралија                                                               | 2,35        |
| Скок мотком детаљи      | Сергеј Бупка · Украјина                                                       | 6,01 РСП, СРС     | Максим Тарасов · Русија                                                           | 5,96        | Дин Старки · Сједињене Државе                                                          | 5,91 РС     |
| Скок удаљ детаљи        | Иван Педросо Куба                                                             | 8,42 ЛРС          | Ерик Волдер САД                                                                   | 8,38 ЛРС    | Кирил Сосунов Русија                                                                   | 8,18 ЛРС    |
| Троскок детаљи          | Јоелби Кесада · Куба                                                          | 17,85 СРС, НР     | Џонатан Едвардс · Уједињено Краљевство                                            | 17,69       | Алисер Урутија · Куба                                                                  | 17,64 РС    |
| Бацање кугле * детаљи   | Џон Година · Сједињене Државе                                                 | 21,44             | Оливер-Свен Будер · Немачка                                                       | 21,24       | Си-Џеј Хантер · Сједињене Државе                                                       | 20,33       |
| Бацање диска детаљи     | Ларс Ридел · Немачка                                                          | 68,54             | Виргилијус Алекна · Литванија                                                     | 66,70 РС    | Јирген Шулт · Немачка                                                                  | 66.14 РС    |
| Бацање кладива детаљи   | Хајнц Вајс · Немачка                                                          | 81,78             | Андриј Скварук · Украјина                                                         | 81,46 РС    | Василиј Сидоренко · Русија                                                             | 80,76 РС    |
| Бацање копља детаљи     | Маријус Корбет · Јужна Африка                                                 | 88,40 АФР         | Стив Бакли · Уједињено Краљевство                                                 | 86,80       | Костас Гацијудис · Грчка                                                               | 86,64       |
| Десетобој детаљи        | Томаш Дворжак · Чешка                                                         | 8837 РСП, СРС, НР | Едуар Хемелеинен · Финска                                                         | 8730        | Франк Буземан · Немачка                                                                | 8652        |

* Олександар Багач из Украјине првобитно је победио у бацању кугле са 21,47 м, али је дисквалификован због допинга.

### Жене
| Дисциплина            |                                                                               | Резултат       |                                                                                   | Резултат    |                                                                                   | Резултат   |
| 100 м детаљи          | Мерион Џоунс · Сједињене Државе                                               | 10,83 СРС      | Жана Пинтушевич · Украјина                                                        | 10,85       | Севатида Фајнс · Бахаме                                                           | 11,03 ЛР   |
| 200 м детаљи          | Жана Пинтушевич · Украјина                                                    | 22,32          | Сусантика Џајасинге · Сри Ланка                                                   | 22,39       | Мерлин Оти · Јамајка                                                              | 22,40      |
| 400 м детаљи          | Кети Фриман · Аустралија                                                      | 49,77          | Сенди Ричардс · Јамајка                                                           | 49,79 ЛР    | Џерл Мајлс · Сједињене Државе                                                     | 49,90      |
| 800 м детаљи          | Ана Фиделија Кирот · Куба                                                     | 1:57,14        | Јелена Афанасјева · Русија                                                        | 1:57,56     | Марија Мутола · Мозамбик                                                          | 1:57,59    |
| 1.500 м детаљи        | Карла Сакраменто · Португалија                                                | 4:04,24 РС     | Реџина Џејкобс · Сједињене Државе                                                 | 4:04,63     | Анита Вејерман · Швајцарска                                                       | 4:04,70 РС |
| 5.000 м детаљи        | Габријела Сабо · Румунија                                                     | 14:57,68       | Роберта Брунет · Италија                                                          | 14:58,29 РС | Фернанда Рибеиро · Португалија                                                    | 14:58,85   |
| 10.000 м детаљи       | Сали Барсосио · Кенија                                                        | 31:32,92 СЈР   | Фернанда Рибеиро · Португалија                                                    | 31:39,15 РС | Масако Чиба · Јапан                                                               | 31:41,93   |
| Маратон детаљи        | Хироми Сузуки · Јапан                                                         | 2:29:48        | Мануела Мачадо · Португалија                                                      | 2:31:12     | Лидија Славутеану-Симон · Румунија                                                | 2:31:55    |
| 10 км ходање детаљи   | Анарита Сидоти · Италија                                                      | 42:55,49 СРС   | Олга Кардополцева · Белорусија                                                    | 43:30,20    | Валентина Цибулска · Белорусија                                                   | 43:49,24   |
| 100 м препоне детаљи  | Људмила Енквист · Шведска                                                     | 12,50 РС       | Светла Димитрова · Бугарска                                                       | 12,58       | Мишел Фриман · Јамајка                                                            | 12,61      |
| 400 м препоне детаљи  | Нежа Бидуане · Мароко                                                         | 52,97 АФР      | Дион Хемингс · Јамајка                                                            | 53,09 РС    | Ким Батен · Сједињене Државе                                                      | 53,52      |
| 4 × 100 метара детаљи | Кристи Гејнс, · Мерион Џоунс, · Ингер Милер, · Гејл Диверс · Сједињене Државе | 41,47 РСП, САР | Беверли Макдоналд, · Мерлин Фрејзер, · Џулијет Катберт, · Беверли Грант · Јамајка | 42,10 РС    | Патрисија Жирар-Лено, · Кристин Арон, · Делфин Комб, · Силвијан Фелис · Француска | 42,21 НР   |
| 4 × 400 метара детаљи | Анке Фелер, · Ута Ролендер, · Анја Рикер, · Грит Бројер · Немачка             | 3:20,92 СРС    | Мејсел Малон, · Ким Грејам, · Ким Батен, · Џерл Мајлс · Сједињене Државе          | 3:21,03 РС  | Инез Тарнер, · Лорејн Фентон, · Дион Хемингс, · Сенди Ричардс · Јамајка           | 3:21,30 НР |
| Скок увис детаљи      | Хане Хаугланд Норвешка                                                        | 1,99           | Олга Калитурина Русија Инга Бабакова Украјина                                     | 1,96        | —                                                                                 |            |
| Скок удаљ детаљи      | Људмила Галкина · Русија                                                      | 7,05 СРС, ЛР   | Ники Ксанту · Грчка                                                               | 6,94 РС     | Фиона Меј · Италија                                                               | 6,91       |
| Троскок детаљи        | Шарка Кашпаркова · Чешка                                                      | 15,20 СРС, НР  | Родика Матеску · Румунија                                                         | 15,16 НР    | Олена Ховорова · Украјина                                                         | 14,67 ЛР   |
| Бацање кугле детаљи   | Астрид Кумбернус · Немачка                                                    | 20,71          | Вита Павлиш · Украјина                                                            | 20,66       | Штефани Шторп · Немачка                                                           | 19,22      |
| Бацање диска детаљи   | Беатрис Фаумуина · Нови Зеланд                                                | 66,82          | Елина Зверева · Белорусија                                                        | 65,90       | Наталија Садова · Русија                                                          | 65,14      |
| Бацање копља детаљи   | Трине Хатестад · Норвешка                                                     | 68,78          | Џоана Стоун · Аустралија                                                          | 68,64 ЛР    | Танја Дамаске · Немачка                                                           | 67,12 ЛР   |
| Седмобој детаљи       | Сабине Браун · Немачка                                                        | 6739           | Дениз Луис · Уједињено Краљевство                                                 | 6654        | Ремигија Назаровјене · Литванија                                                  | 6566       |

Легенда: СР = Светски рекорд, СЈР = Светски јуниорски рекорд, РСП = Рекорд светских првенстава, ЕР = Европски рекорд, РЈА = Рекорд Јужне Америке, АФР = Афрички рекорд, СРС = Светски рекорд сезоне (најбоље време сезоне на свету), РС = Рекорд сезоне (најбоље време сезоне), НР = Национални рекорд, ЛР = Лични рекорд

### Биланс медаља
| Медаље земље домаћина |

|     | Држава               |    |    |    |    |
| --- | -------------------- | -- | -- | -- | -- |
| 1   | Сједињене Државе     | 4  | 1  | 6  | 11 |
| 2   | Куба                 | 3  | 1  | 1  | 5  |
| 3   | Кенија               | 2  | 2  | 2  | 6  |
| 4   | Немачка              | 2  | 1  | 2  | 5  |
| 5   | Шпанија              | 1  | 3  | 1  | 5  |
| 5   | Уједињено Краљевство | 1  | 3  | 1  | 5  |
| 7   | Мароко               | 1  | 1  | 1  | 3  |
| 7   | Пољска               | 1  | 1  | 1  | 3  |
| 9   | Јужна Африка         | 1  | 1  | 0  | 2  |
| 9   | Канада               | 1  | 1  | 0  | 2  |
| 9   | Украјина             | 1  | 1  | 0  | 2  |
| 12  | Мексико              | 1  | 0  | 1  | 2  |
| 13  | Чешка                | 1  | 0  | 0  | 1  |
| 13  | Данска               | 1  | 0  | 0  | 1  |
| 13  | Етиопија             | 1  | 0  | 0  | 1  |
| 13  | Француска            | 1  | 0  | 0  | 1  |
| 13  | Тринидад и Тобаго    | 1  | 0  | 0  | 1  |
| 17  | Русија               | 0  | 2  | 2  | 4  |
| 18  | Финска               | 0  | 1  | 0  | 1  |
| 18  | Јамајка              | 0  | 1  | 0  | 1  |
| 18  | Литванија            | 0  | 1  | 0  | 1  |
| 18  | Намибија             | 0  | 1  | 0  | 1  |
| 18  | Нигерија             | 0  | 1  | 0  | 1  |
| 18  | Уганда               | 0  | 1  | 0  | 1  |
| 25. | Аустралија           | 0  | 0  | 2  | 2  |
| 26  | Белорусија           | 0  | 0  | 1  | 1  |
| 26  | Бразил               | 0  | 0  | 1  | 1  |
| 26  | Грчка                | 0  | 0  | 1  | 1  |
| 26  | Словачка             | 0  | 0  | 1  | 1  |
|     | Укупно (29)          | 24 | 24 | 24 | 72 |

|     | Држава               |    |    |    |    |
| --- | -------------------- | -- | -- | -- | -- |
| 1   | Немачка              | 3  | 0  | 2  | 5  |
| 2   | Сједињене Државе     | 2  | 2  | 2  | 6  |
| 3   | Норвешка             | 2  | 0  | 0  | 2  |
| 4   | Украјина             | 1  | 3  | 1  | 5  |
| 5   | Португалија          | 1  | 2  | 1  | 4  |
| 5   | Русија               | 1  | 2  | 1  | 4  |
| 7.  | Италија              | 1  | 1  | 1  | 3  |
| 7.  | Румунија             | 1  | 1  | 1  | 3  |
| 9   | Аустралија           | 1  | 1  | 0  | 2  |
| 10. | Јапан                | 1  | 0  | 1  | 2  |
| 11. | Чешка                | 1  | 0  | 0  | 1  |
| 11. | Кенија               | 1  | 0  | 0  | 1  |
| 11. | Куба                 | 1  | 0  | 0  | 1  |
| 11. | Мароко               | 1  | 0  | 0  | 1  |
| 11. | Мозамбик             | 1  | 0  | 0  | 1  |
| 11. | Нови Зеланд          | 1  | 0  | 0  | 1  |
| 17  | Јамајка              | 0  | 3  | 3  | 6  |
| 18  | Белорусија           | 0  | 2  | 1  | 2  |
| 19  | Бугарска             | 0  | 1  | 0  | 1  |
| 19  | Грчка                | 0  | 1  | 0  | 1  |
| 19  | Сри Ланка            | 0  | 1  | 0  | 1  |
| 19  | Уједињено Краљевство | 0  | 1  | 0  | 1  |
| 23  | Бахаме               | 0  | 0  | 1  | 1  |
| 23  | Француска            | 0  | 0  | 1  | 1  |
| 23  | Мозамбик             | 0  | 0  | 1  | 1  |
| 23  | Литванија            | 0  | 0  | 1  | 1  |
| 23  | Швајцарска           | 0  | 0  | 1  | 1  |
|     | Укупно (27)          | 20 | 21 | 19 | 60 |

### Биланс медаља, укупно
|     | Држава               |    |    |    |     |
| --- | -------------------- | -- | -- | -- | --- |
| 1.  | Сједињене Државе     | 6  | 3  | 8  | 17  |
| 2.  | Немачка              | 5  | 1  | 4  | 10  |
| 3.  | Куба                 | 4  | 1  | 1  | 6   |
| 4.  | Кенија               | 3  | 2  | 2  | 7   |
| 5.  | Украјина             | 2  | 4  | 1  | 7   |
| 6.  | Мароко               | 2  | 1  | 1  | 4   |
| 7   | Чешка                | 2  | 0  | 0  | 2   |
| 7   | Норвешка             | 2  | 0  | 0  | 2   |
| 9.  | Русија               | 1  | 4  | 3  | 8   |
| 10. | Уједињено Краљевство | 1  | 4  | 1  | 6   |
| 11. | Шпанија              | 1  | 3  | 1  | 5   |
| 12. | Португалија          | 1  | 2  | 1  | 4   |
| 13. | Аустралија           | 1  | 1  | 2  | 4   |
| 14  | Италија              | 1  | 1  | 1  | 3   |
| 14  | Пољска               | 1  | 1  | 1  | 3   |
| 14  | Румунија             | 1  | 1  | 1  | 3   |
| 17  | Канада               | 1  | 1  | 0  | 2   |
| 17  | Јужна Африка         | 1  | 1  | 0  | 2   |
| 19  | Француска            | 1  | 0  | 1  | 2   |
| 19  | Јапан                | 1  | 0  | 1  | 2   |
| 19  | Мексико              | 1  | 0  | 1  | 2   |
| 22  | Данска               | 1  | 0  | 0  | 1   |
| 22  | Етиопија             | 1  | 0  | 0  | 1   |
| 22  | Нови Зеланд          | 1  | 0  | 0  | 1   |
| 22  | Шведска              | 1  | 0  | 0  | 1   |
| 22  | Тринидад и Тобаго    | 1  | 0  | 0  | 1   |
| 27. | Јамајка              | 0  | 4  | 3  | 7   |
| 28. | Белорусија           | 0  | 2  | 2  | 4   |
| 29  | Грчка                | 0  | 1  | 1  | 2   |
| 29  | Литванија            | 0  | 1  | 1  | 2   |
| 31  | Бугарска             | 0  | 1  | 0  | 1   |
| 31  | Финска               | 0  | 1  | 0  | 1   |
| 31  | Намибија             | 0  | 1  | 0  | 1   |
| 31  | Нигер                | 0  | 1  | 0  | 1   |
| 31  | Сри Ланка            | 0  | 1  | 0  | 1   |
| 31  | Уганда               | 0  | 1  | 0  | 1   |
| 37  | Бахаме               | 0  | 0  | 1  | 1   |
| 37  | Бразил               | 0  | 0  | 1  | 1   |
| 37  | Мозамбик             | 0  | 0  | 1  | 1   |
| 37  | Словачка             | 0  | 0  | 1  | 1   |
| 37  | Швајцарска           | 0  | 0  | 1  | 1   |
|     | Укупно {41}          | 44 | 45 | 43 | 132 |